# Ahatanheł Krymski

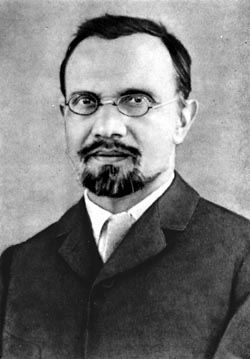
Ahatanheł Krymski

Ahatanhiel Juchymowycz Krymski, ukr. Агатангел Юхимович Кримський, pol. Agatangel Krymski, ps. lit. A. Chwańko (ur. 3 stycznia?/15 stycznia 1871 we Włodzimierzu, zm. 25 stycznia 1942 w Kustanaju) – ukraiński uczony, literaturoznawca, etnolog, historyk, poeta, tłumacz, działacz społeczny, poliglota.

## Życiorys
Urodził się w rodzinie tatarskiej na Wołyniu, ukończył kolegium w Kijowie i Łazariewski Instytut Języków Wschodnich w Moskwie, gdzie w latach 1910-1918 był profesorem filologii arabskiej i tureckiej oraz historii Wschodu. Choć mieszkał w Moskwie, pozostał aktywnym członkiem ukraińskiego społeczeństwa. W latach 1896–1898 przebywał w Syrii i Libii, aby pogłębiać swą wiedzę z zakresu orientalistyki. Po przewrocie bolszewickim w 1918 wrócił do Kijowa. Był współorganizatorem utworzonej przez Pawła Skoropadskiego Wszechukraińskiej Akademii Nauk, w latach 1918-1928 sekretarzem naukowym akademii. Prowadził intensywną działalność pedagogiczną i oświatową, kierował także Katedrą Wschodoznawstwa na Uniwersytecie Kijowskim.
W tym czasie powstały jego najważniejsze prace z zakresu historii literatury arabskiej, perskiej, tureckiej i wielu innych państw Bliskiego i Środkowego Wschodu. Ahatanheł Krymski był też jednym z redaktorów Wielkiego Słownika Języka Ukraińskiego, niedokończonego z powodu interwencji rosyjskiej cenzury. Opracował również najważniejsze zasady ukraińskiej ortografii i przeszedł do historii filologii ukraińskiej jako wybitna postać swojej epoki. Za swe dokonania otrzymał godność akademika Wszechukraińskiej Akademii Nauk. Swoją bibliotekę, która liczyła ok. 30 tys. woluminów, podarował Akademii.
Krymski był obrońcą niezależności języka ukraińskiego, jego poglądy polityczne kształtowały się pod wpływem takich postaci jak: Iwan Franko, Mychajło Drahomanow, Łesia Ukrainka, Borys Hriczenko. Zasłynął także jako poeta liryk, autor egzotycznych poezji zamieszczonych zbiorze Palmowe Hill’a (Zwenihorodka, 1902 wyd.2) oraz prozaik, autor zbiorów opowiadań: Povistky i ekskizy z ukrains’koho żitt’a (1895, wyd.3), Zwenihorod’ka (1904) oraz Bejruts’ki opovidann’a (Kijów, 1906). Jest także autorem powieści Andrij Lahos’kyj (Lwów 1905). A. Krymski był pierwszym znanym ukraińskim pisarzem, który nie krył swej orientacji homoseksualnej.
W 1930 roku Ahatanheł Krymski popadł w niełaskę władzy sowieckiej w związku z procesem pokazowym tzw. Związku Wyzwolenia Ukrainy (mistyfikacji OGPU). Został usunięty z funkcji sekretarza Akademii Nauk i praktycznie całkowicie odsunięty od działalności naukowej. Z początkiem II wojny światowej, kiedy Moskwa zaczęła potrzebować specjalistów od spraw Wschodu, został przywrócony do łask i odznaczony Orderem Czerwonego Sztandaru Pracy. Po ataku III Rzeszy na ZSRR władze sowieckie nakazały Krymskiemu ewakuować się na wschód do Ufy. Ten jednak nie wypełnił rozkazu i wyjechał do rodzinnej Zwenihorodki. 20 lipca 1941 został aresztowany przez NKWD. Krymski został oskarżony o działalność antysowiecką i próbę stworzenia burżuazyjnego państwa ukraińskiego. Po aresztowaniu został wywieziony do więzienia NKWD w Kustanaju i tam 25 stycznia 1942 roku zmarł w więziennym szpitalu.

## Najważniejsze prace naukowe

### Z zakresu historii i kultury państw arabskich
- seria: „Trudy po vostokovedeniju, izd. Lazarevskogo instituta vostochnyx jazykov” w skład której wchodzą między innymi takie pozycje jak:
  - Istorija arabov i arabskoj literatury, svetskoj i duhovnoj (Moskwa, 1903)
  - Istorija musul’manstva (Moskwa, 1904-1912)
  - Istorija Persii, eja literatury i derviseskoj teosofii (Moskwa, 1909-1912)
  - Istorija Turcii i jeja literatury ot razcveta di nacala upadka (Moskwa, 1910)
- Monografie historyczno literackie poświęcone m.in. wielkiej antologii arabskiej epiki heroicznej Hamasa zebranej przez Abu Tammana, perskiemu XIV-wiecznemu poecie Hafizowi (Shams al-Din Muhammad)

### Z zakresu historii literatury i języka ukraińskiego, folkloru i etnografii
- Narodni kazki i vigadki – za Kloustonom. Jak voni blukajut ta perevertajut’sja (Lwów, 1896)
- O malorusskich otglagol’nych sushhestvitel’nych na enn’e i inn’e. (Moskwa, 1900)
- Filologija i Pogodinskaja gipoteza. Sud’by kievskogo malorusskogo narechija XI – XVI vekov (Kijów, 1904)
- Ukrainskaja gramatika (Moskwa, 1907-1908).